# 夏春雨
夏春雨（XIA Chunyu，1994年9月5日—），中国女子羽毛球运动员。

## 簡歷
2017年2月，夏春雨出戰奧地利羽毛球公開賽，分別與吴茜茜和高相成合作拿得女子雙打及混合雙打亞軍。

## 主要比賽成績
只列出曾進入準決賽的國際賽事成績：
| 年份   | 賽事                   | 公開賽級別 | 項目     | 搭檔   | 成績   |
| ------ | ---------------------- | ---------- | -------- | ------ | ------ |
| 2014年 | 奧地利羽毛球國際挑戰賽 | 國際挑戰賽 | 女子雙打 | 吴茜茜 | 準決賽 |
| 2015年 | 奧地利羽毛球公開賽     | 國際挑戰賽 | 女子雙打 | 吴茜茜 | 準決賽 |
| 2017年 | 奧地利羽毛球公開賽     | 國際挑戰賽 | 女子雙打 | 吴茜茜 | 亞軍   |
| 2017年 | 奧地利羽毛球公開賽     | 國際挑戰賽 | 混合雙打 | 高相成 | 亞軍   |

| 2007-2017年 | 首要超級賽 | 超級賽 | 黃金大獎賽 | 大獎賽 | 國際挑戰賽 | 國際系列賽 | 未來系列賽 | 其他 |

| 2018-2026年 | 總決賽 | 超級1000賽 | 超級750賽 | 超級500賽 | 超級300賽 | 超級100賽 | 國際挑戰賽 | 國際系列賽 | 未來系列賽 | 其他 |